# Bonne fontaine (Forcalquier)
Pour les articles homonymes, voir Bonnefontaine.
La Bonne fontaine est une fontaine - lavoir située à Forcalquier, département des Alpes-de-Haute-Provence, aménagée sur une source pérenne. Elle est attestée dès le IXe siècle et porte une inscription en latin de 1567.

## Situation géographique
La Bonne fontaine (appelée précédemment Bettorida, Bedorrieu, Bedorrides, Bedorin) est située au pied de la butte de Forcalquier à l’ouest de la ville.
Quittant l’enceinte fortifiée par la porte des Cordeliers (XIVe siècle) on descendait par l’actuelle rue des Giloux jusqu’à la fontaine en contrebas. Mais il est plus simple aujourd’hui de prendre en voiture l’avenue Saint-Promasse et de se garer dans le petit parking qui jouxte la fontaine.

## Un site antique

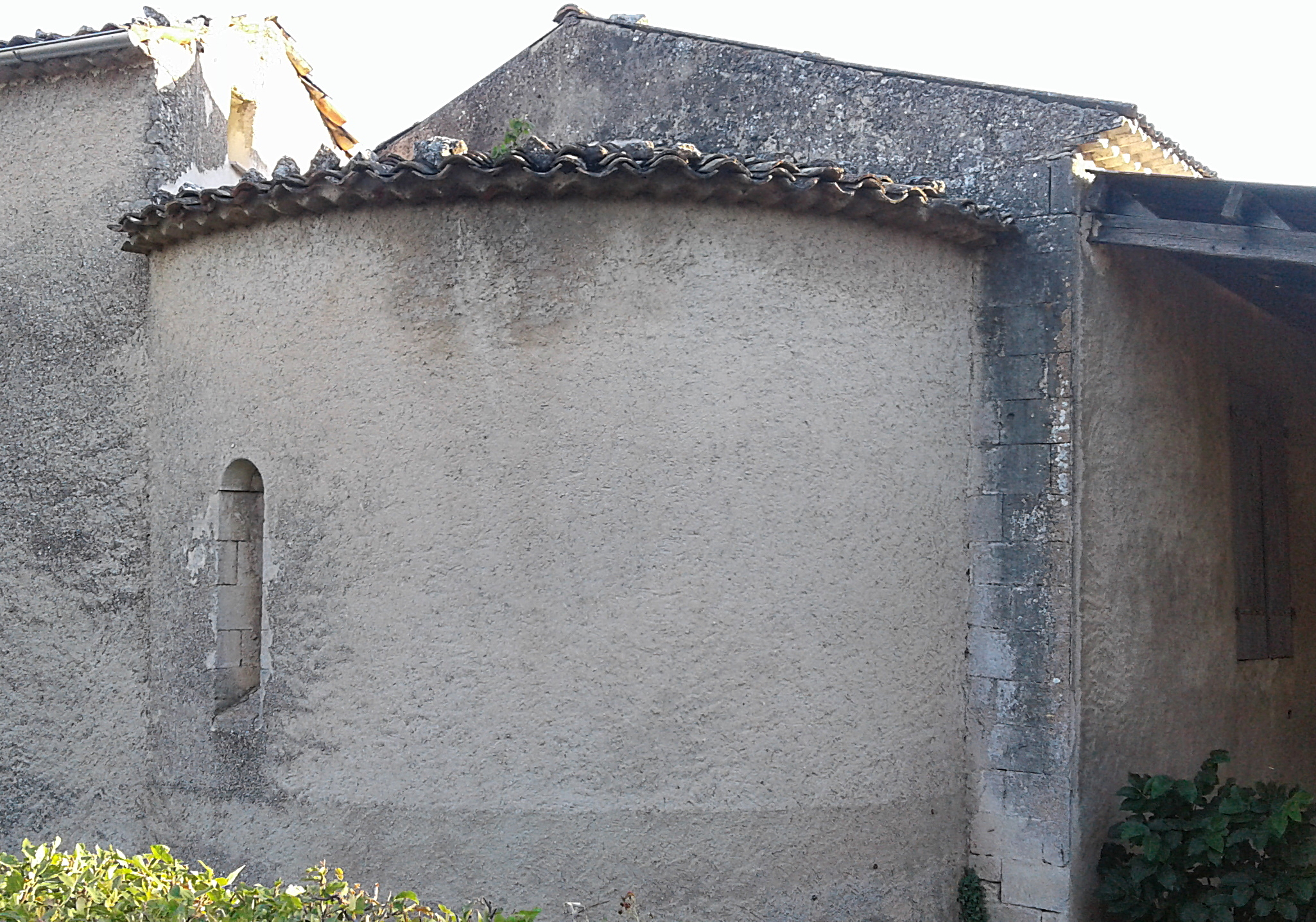
L’ancien prieuré St Promasse, villa Bettorida.

La ville de Forcalquier n’est attestée dans les textes qu’au cours du Xe siècle. Par contre, dès l’antiquité, des habitants s’étaient établis sur les bonnes terres au pied de la butte. La Via Domitia romaine passait non loin ; une voie secondaire se détachant de la Via Domitia, dite « Via dexteri » dans une donation de l’abbaye St Victor, rejoignait le secteur de la fontaine.
Des découvertes archéologiques confirment le caractère antique du site. Une monnaie d’Alexandre Sévère a été trouvée auprès de squelettes. Ch. d’Autane en 1909 signale des « monnaies ou médailles, fragments de marbres, débris de maçonnerie, poterie, sculptures antiques ».
Une « Villa Bettorida », portant le nom antique de la Bonne fontaine, couvrait un vaste domaine agricole. Elle est mentionnée pour la première fois dans le « polyptyque de Vuadalde », acte administratif de 814 trouvé dans les archives de la Major à Marseille.
Cette villa est mentionnée dans le document comme la sixième possession de l’abbaye St Victor comprenant trente-cinq exploitations.
À l’approche de l’an Mil, la villa est démembrée en un certain nombre de domaines plus restreints.
Un prieuré Saint-Promasse était établi au centre de la Villa Bettorida. Il ne reste rien de l’église primitive, ni de celle reconstruite au XIe siècle. Celle qui subsiste date du début du XIIIe siècle et sert de hangar agricole. Son abside circulaire est encore visible.

## La longue histoire de la fontaine

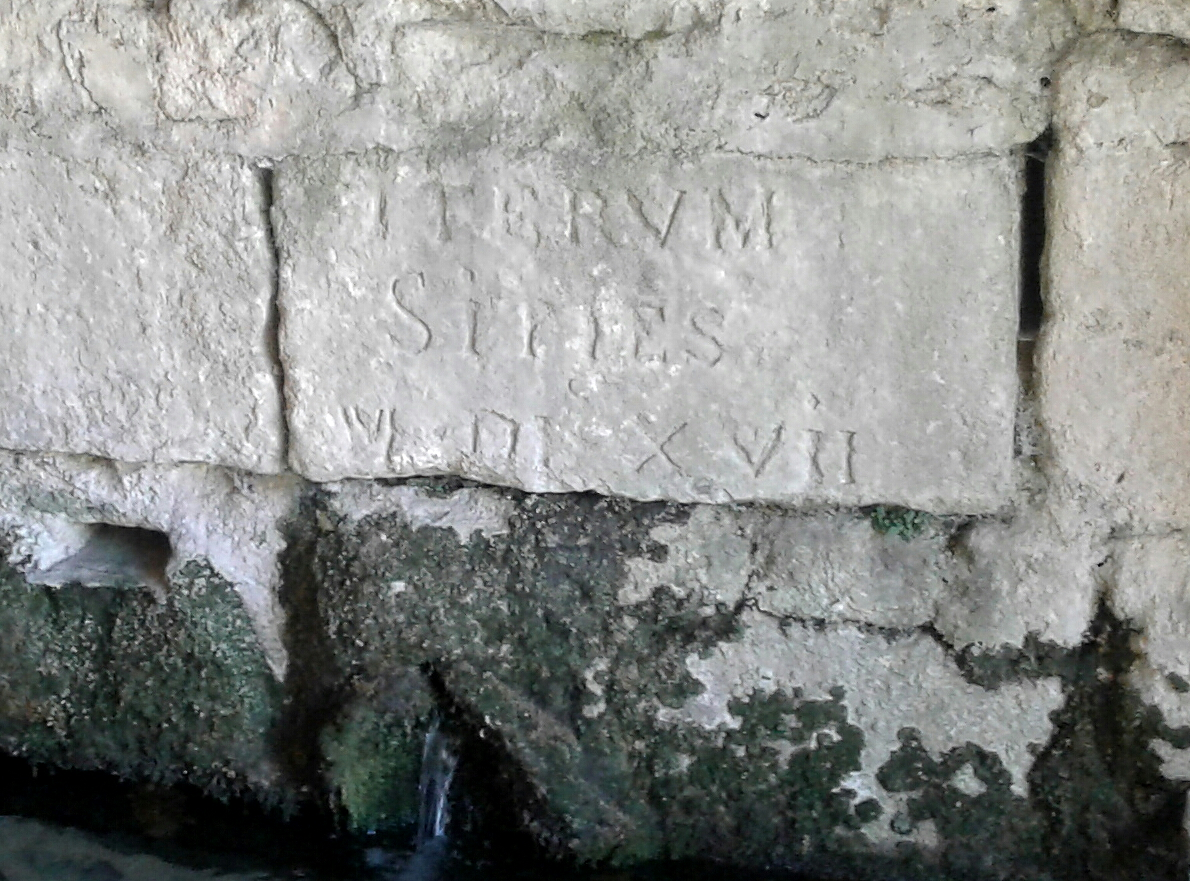
L'inscription en latin.

Etablie sur un site antique la Bonne fontaine est mentionnée, sous le nom de Bettorida, depuis le IXe siècle.
Elle était probablement utilisée bien antérieurement, les sources pérennes étant rares à Forcalquier.
En effet, jusqu’au XVIe siècle il n’y a avait pas de fontaine à Forcalquier ; les habitants, qui ne disposaient que de quelques puits et surtout de citernes, descendaient aux fontaines de la Bonne fontaine ou à de la Louette. Ce n’est qu’en 1512 que la construction d’un aqueduc permet d’acheminer l’eau en ville aux fontaines St Michel et St Pierre.
La Bonne fontaine n’a donc cessé depuis les origines d’être régulièrement entretenue. En 1494 la ville passe un contrat avec un fontainier qui doit assurer le curetage de la fontaine et de ses biefs. En 1495 on construit un abreuvoir et on calade le chemin venant de la porte des Cordeliers. Le mur de clôture date de 1617.
La fontaine est entourée par un admirable accès en calade. Les bassins se déversent les uns dans les autres et des têtes de lions usées servent de dégueuloirs.
L’eau du bassin principal est distribuée d’une part à un lavoir, d’autre part à un abreuvoir pour les animaux. L’eau des versures, nom local pour le surplus d'une fontaine, est ensuite recueillie dans un aqueduc souterrain.
Au dessus des dégueuloirs une inscription latine est datée de 1567. La phrase « ITERVM SITIES » (« tu auras encore soif ») y est gravée.
La Bonne fontaine a fait l’objet de restaurations récentes : Rénovation générale en 1985, réfection de la toiture en 1988, restauration complète et décor du mur en 2011/2013.

## Galerie photos

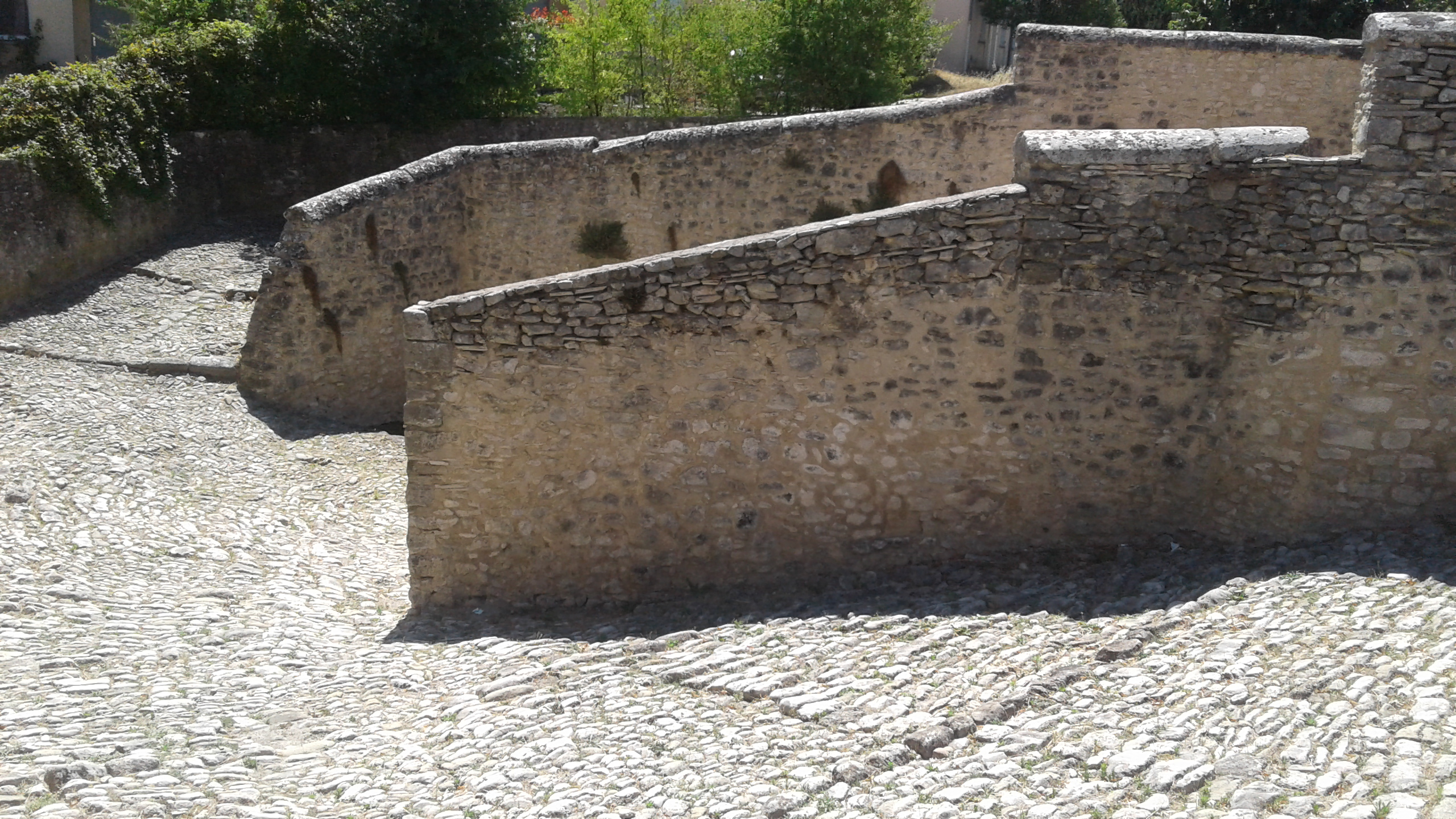
Calade autour de la fontaine
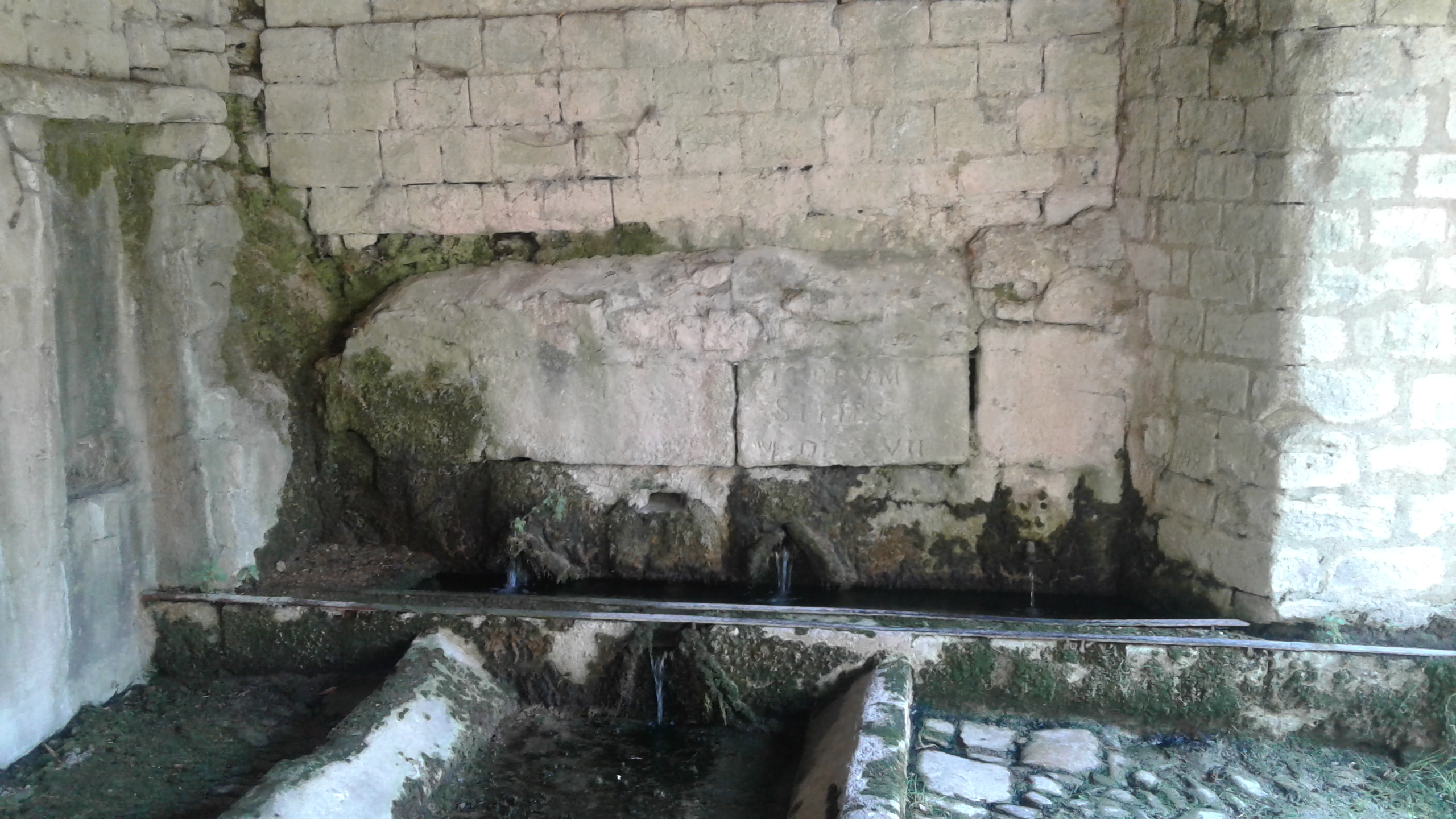
Bassin principal
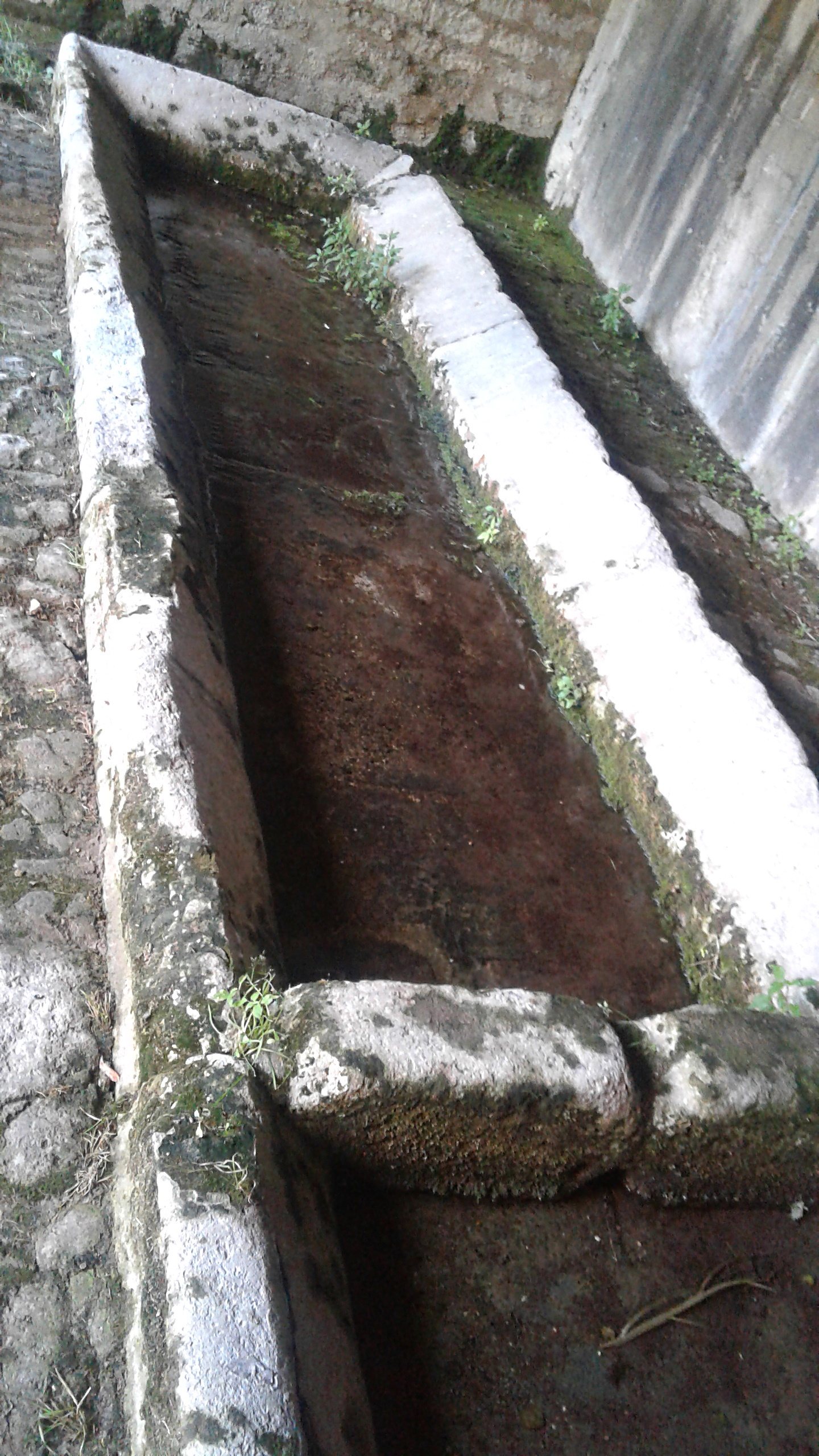
Lavoir
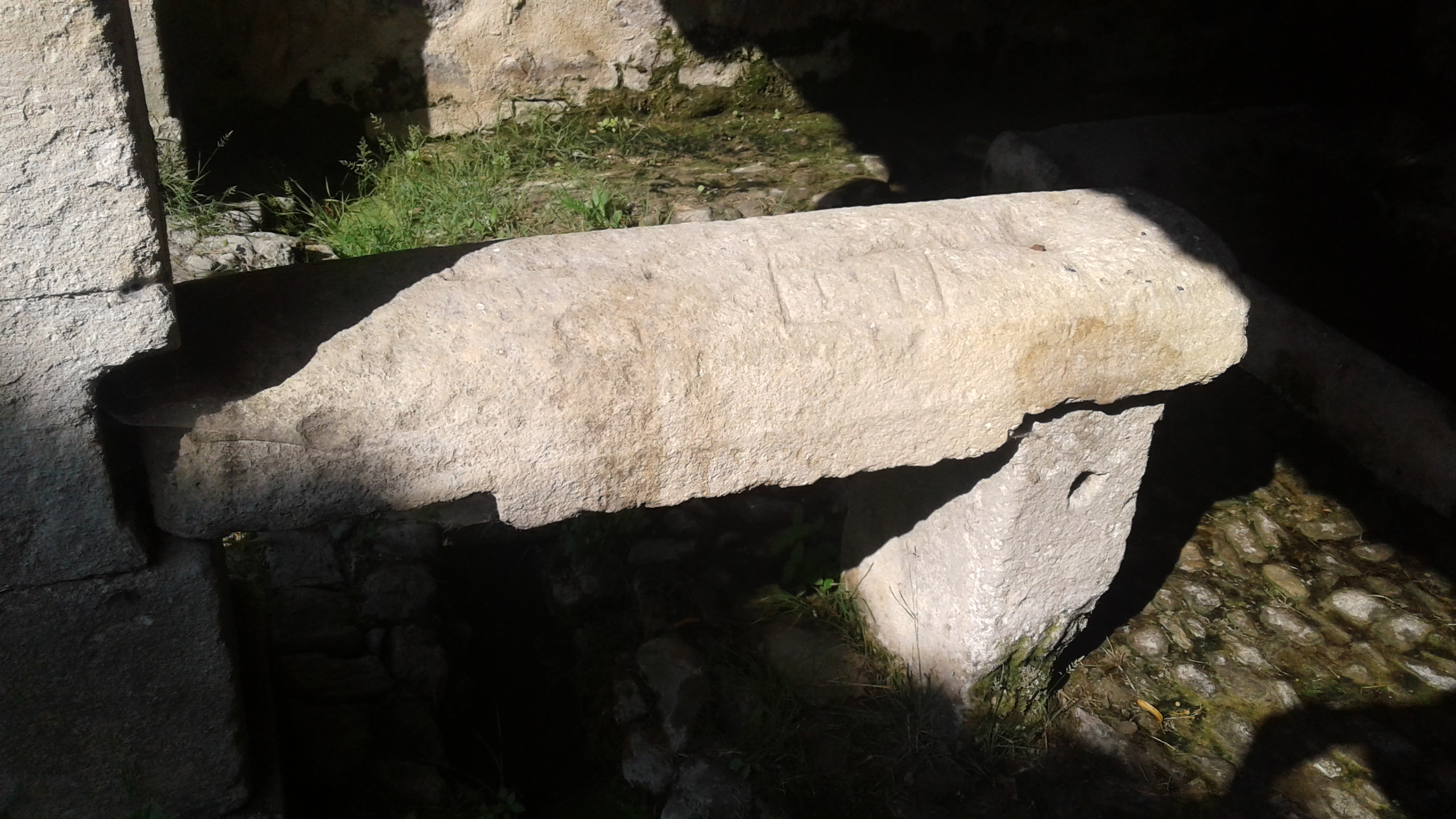
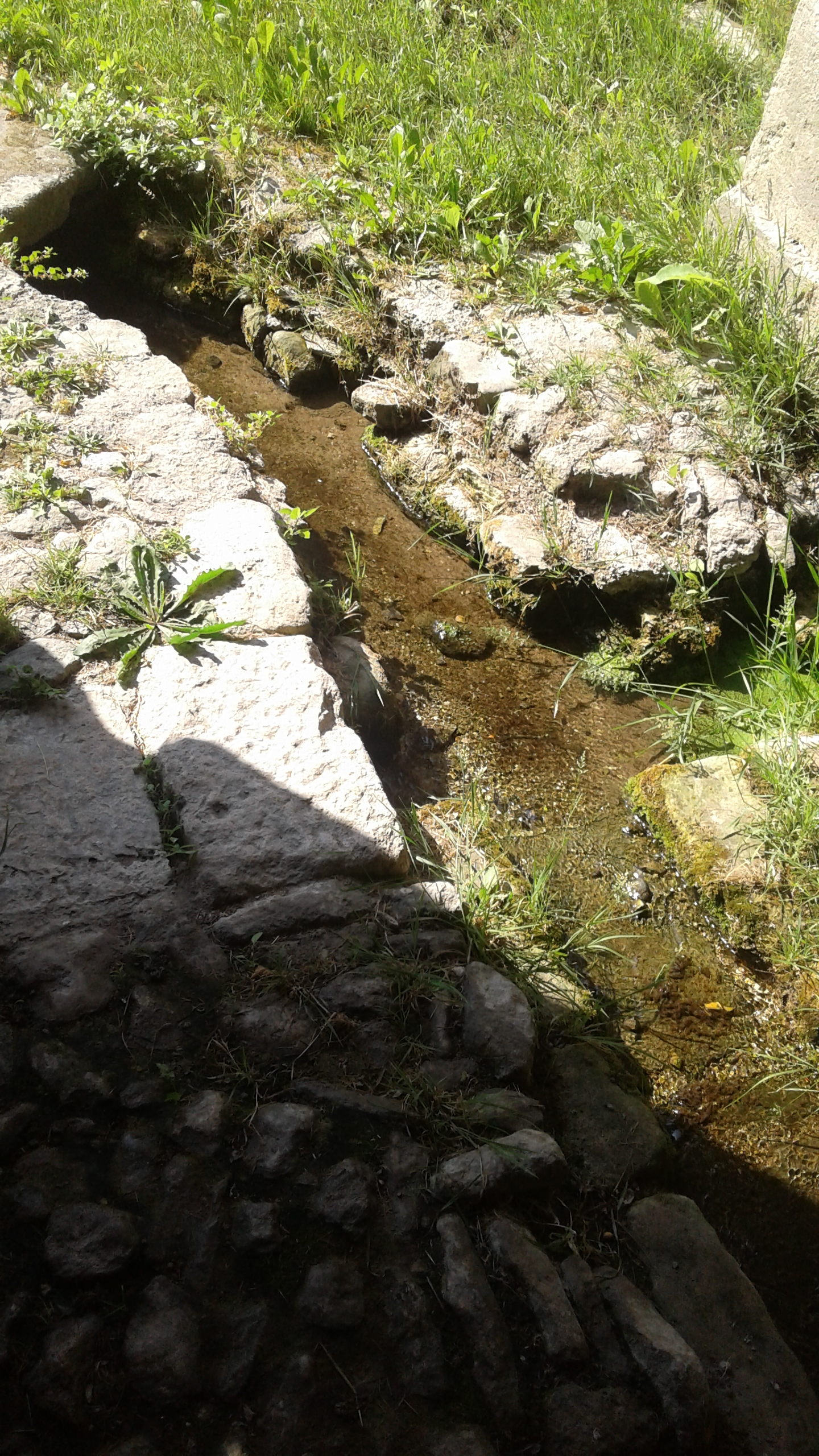